# زلازل كوماموتو 2016
زلزال بمقياس 7.0 وقع في الساعة 01:25 بتوقيت اليابان ، في 16 أبريل 2016 بالقرب من مدينة كوماموتو في كوماموتو، وأدت الزلزال لمصرع 50 شخص وإصابة 3129 شخص حتى الآن.

## معرض صور

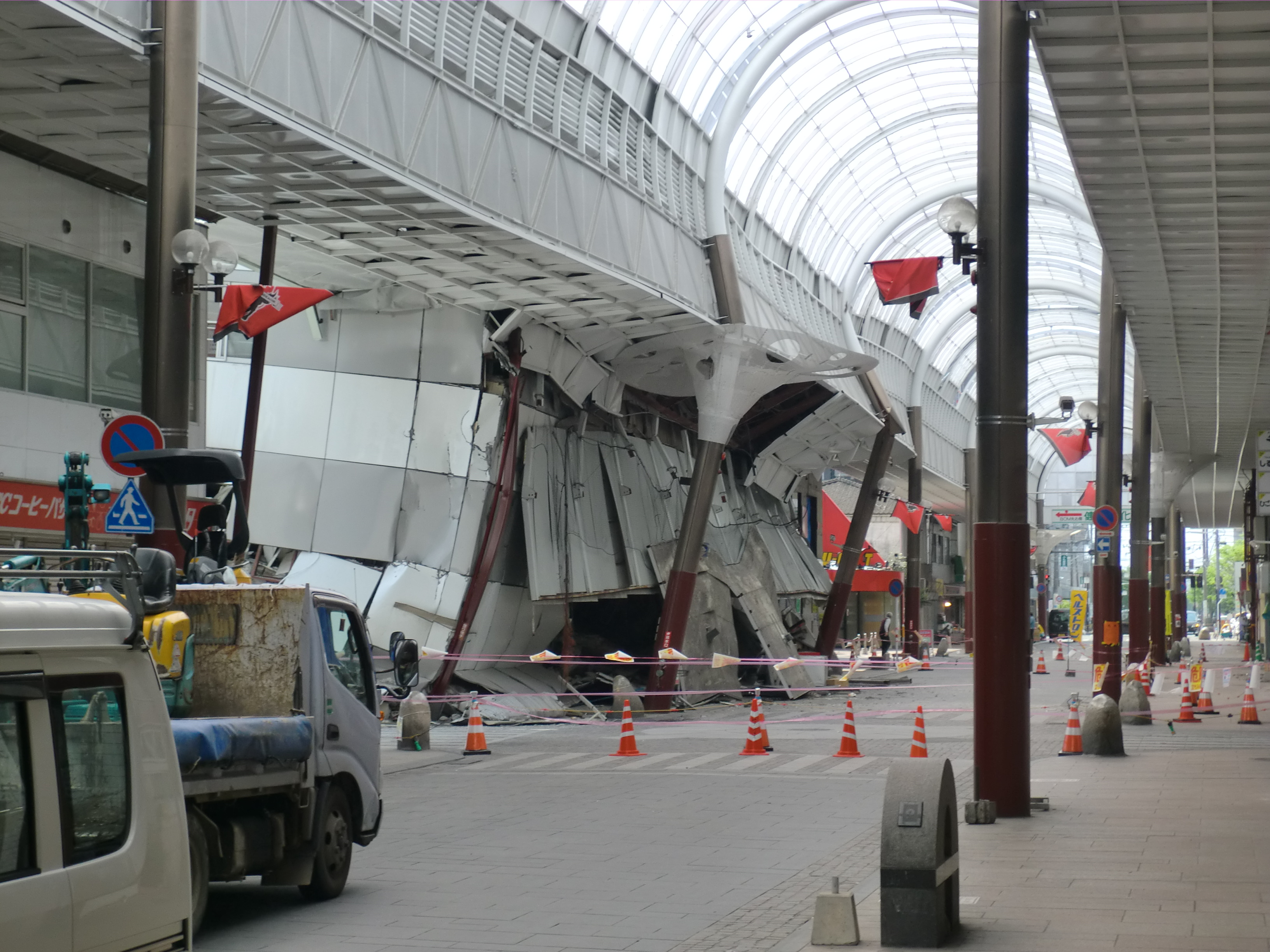
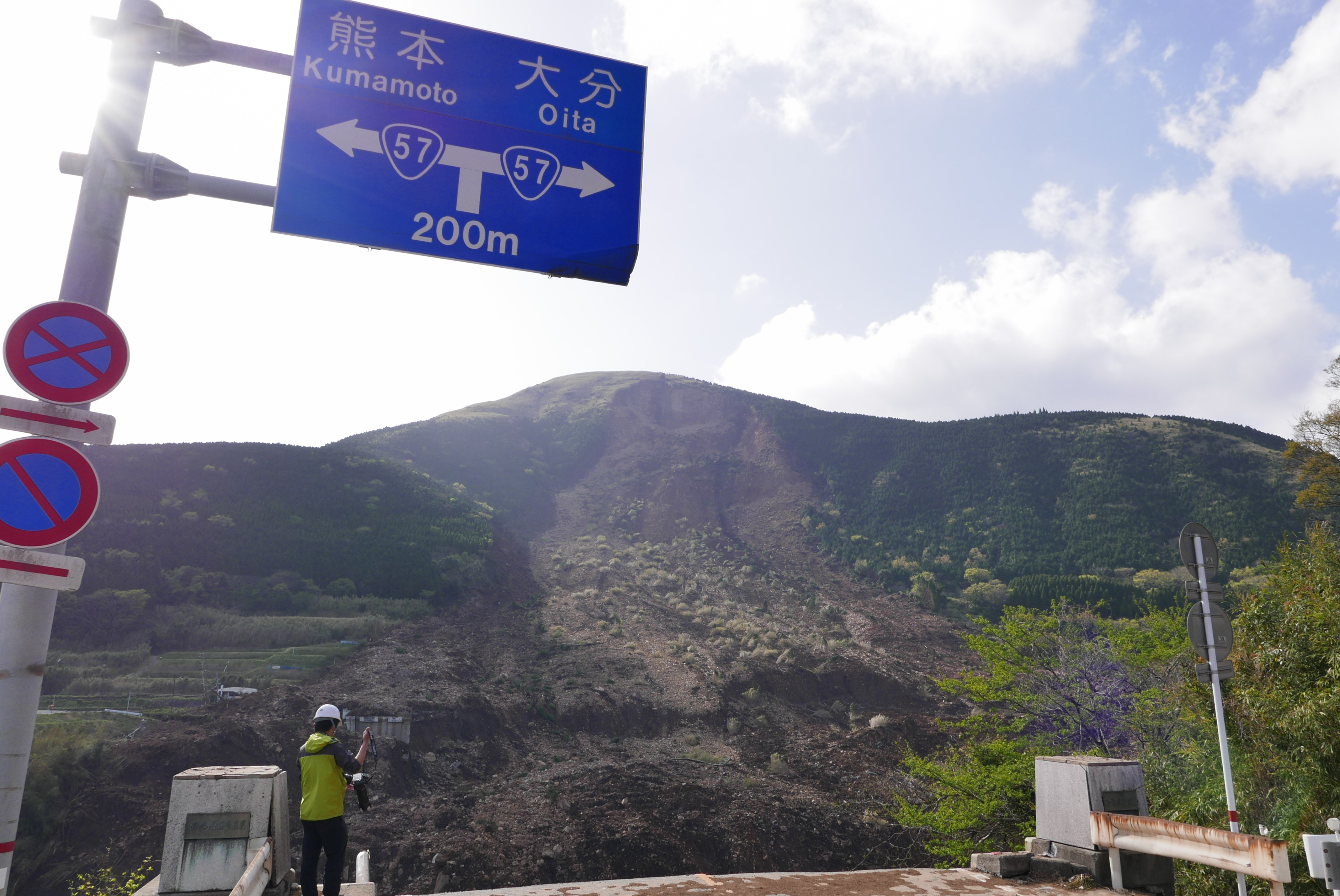
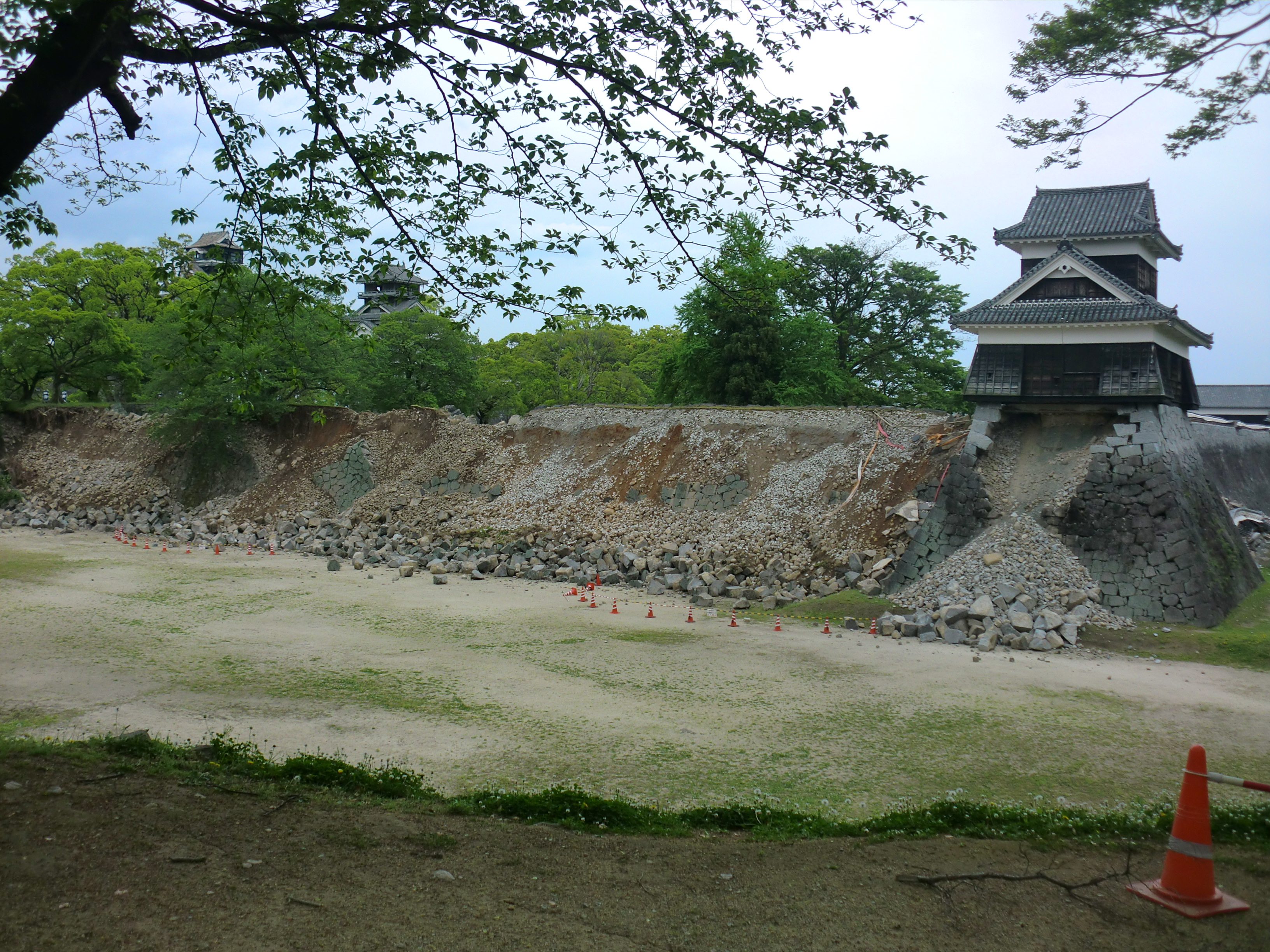
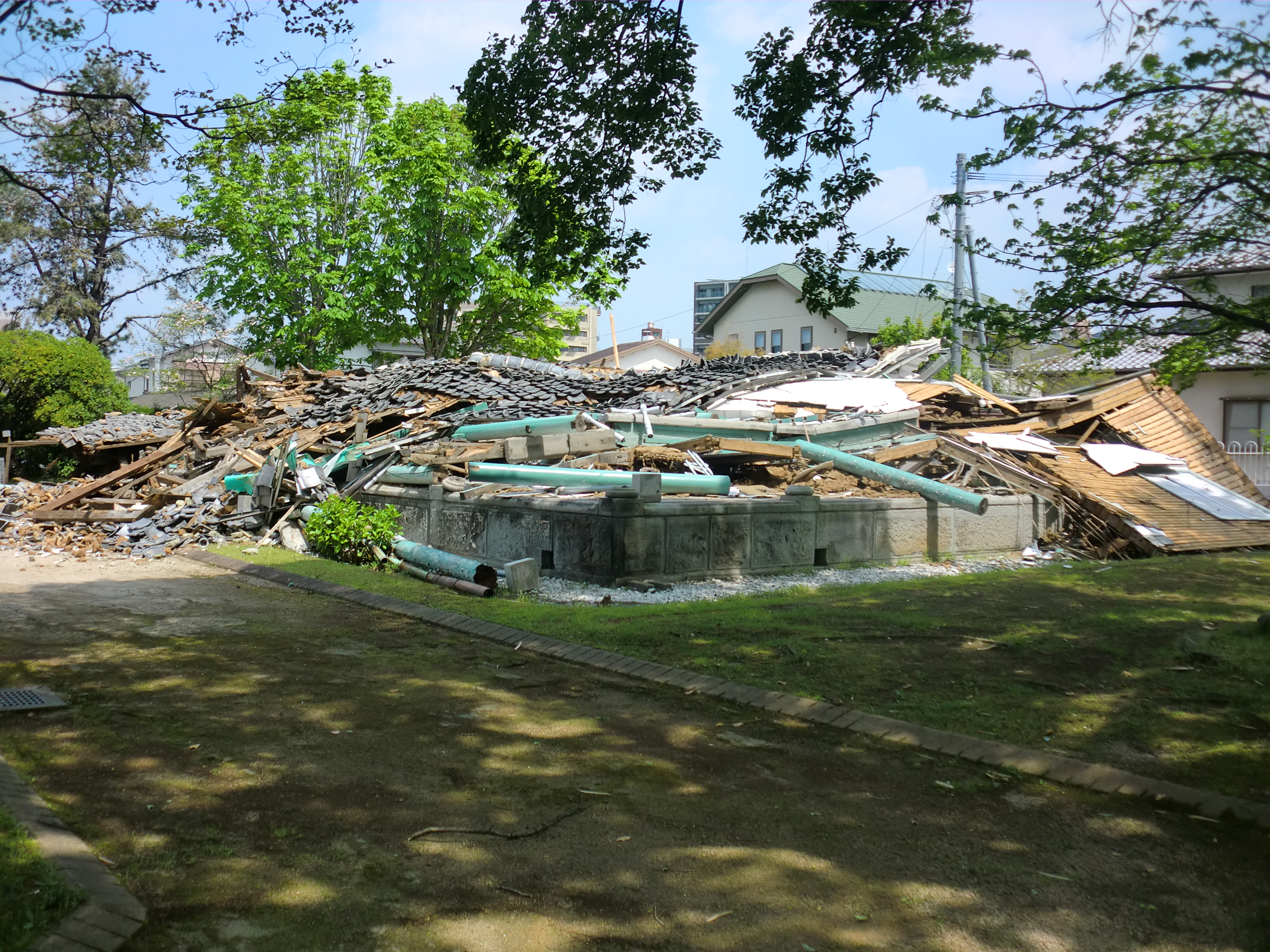